# Barry Forde
Pour les articles homonymes, voir Forde (homonymie).
Barry Ricardo Forde est un coureur cycliste barbadien né le 17 septembre 1976 à Saint James. Il a notamment participé aux Jeux olympiques d'Athènes et remporté la médaille d'argent du keirin aux mondiaux 2005.

## Biographie
Barry Forde est issu d'une famille de cyclistes. Il est le fils de Colin Forde (en), cycliste ayant participé aux Jeux olympiques de Mexico. A dix ans, il débute les courses de BMX. Dans cette discipline, en 1992, il devient champion de la Barbade et des Caraïbes. Dans le même temps, il participe à des épreuves sur piste. En 1996, il remporte deux médailles d'or en vitesse individuelle et en keirin lors des championnats du monde sur piste «B». Il s'agit de ses premiers grands succès. En outre, Forde devient champion de la Barbade à plusieurs reprises en vitesse individuelle. En 2000 et 2001, il s'adjuge le championnat panaméricain de vitesse individuelle à Medellín. Aux Jeux panaméricains de Santo Domingo de 2003, il renouvelle sa performance avant d'être disqualifié pour dopage,,.
Barry Forde prend part aux Jeux olympiques de 2004 à Athènes et participe au tournoi de vitesse, où il prend la sixième place. En 2005, il devient vice-champion du monde du keirin à Los Angeles. Lors des championnats panaméricains disputés la même année à Mar del Plata, il remporte le keirin, ainsi que la vitesse individuelle.
En octobre 2005, Forde est contrôlé positif à la testostérone et interdit de compétition pendant deux ans. Déjà en 2003, il est contrôlé positif au cours des Jeux panaméricains à l'éphédrine, une substance interdite. Ses résultats de 2003 lui sont retirés, y compris sa médaille de bronze du keirin, obtenue aux championnats du monde de cyclisme sur piste de Stuttgart,.
Il annonce sa retraite sportive, le 25 mars 2011, dans une lettre ouverte à sa fédération nationale, après un contrôle antidopage positif qu'il conteste. Il est suspendu à vie par l'Union cycliste internationale à compter du 21 septembre 2010.

## Palmarès

### Jeux olympiques
- Athènes 2004
  - 6e de la vitesse individuelle[8].

### Championnats du monde
- Manchester 2000
  - Éliminé au repêchage du premier tour de la vitesse individuelle[9]
- Anvers 2001
  - Éliminé au repêchage du premier tour du keirin[10].
  - 26e de la vitesse individuelle (éliminé lors des qualifications)[11]
- Stuttgart 2003
  -  Médaillé de bronze du keirin[12],[1]
  - 19e de la vitesse individuelle (éliminé lors des qualifications)[13],[1]
- Los Angeles 2005
  -  Médaillé d'argent du keirin[14]
  - 19e de la vitesse individuelle (éliminé lors des qualifications)[15]
- Pruszków 2009
  - Déclassé lors du repêchage du premier tour du keirin[16]

### Coupe du monde
- 2008-2009
  - 3e du keirin à Cali[17]

### Jeux du Commonwealth
- Kuala Lumpur 1998
  -  Médaillé de bronze de la vitesse[18]
- Manchester 2002
  - Huitième de la vitesse[19]
- New Delhi 2010
  - Éliminé au repêchage du premier tour du keirin[20]

### Jeux panaméricains
- Winnipeg 1999
  - Cinquième du keirin[21]
  - Cinquième de la vitesse par équipes[21]
- Saint-Domingue 2003
  -  Médaillé d'or du kilomètre[1]
  -  Médaillé d'or de la vitesse[1]

### Jeux d'Amérique centrale et des Caraïbes
- Maracaibo 1998
  -  Médaillé d'or de la vitesse[22].

### Championnats panaméricains
- Bucaramanga 2000
  -  Médaillé d'or de la vitesse individuelle
  -  Médaillé de bronze de la vitesse par équipes
- Medellín  2001
  -  Médaillé d'or du keirin
  -  Médaillé d'or de la vitesse individuelle
- Mar del Plata 2005
  -  Médaillé d'or du keirin
  -  Médaillé d'or de la vitesse individuelle
- Aguascalientes 2010
  -  Médaillé d'argent du keirin